# Anselm Desing
Anselm Desing fue un benedictino, jurista e historiador nacido en Amberg, Baviera en 1699 y fallecido en 1772 en Ensdorf.
El principio de los males civiles es aborrecer su estado, esto es, el presente; el extremo de estos males es el mudarle, a no ser que con gran circunspección, y por gravísimas y necesarias causas se haga. (Cita de Desing sacada de la obra Semanario erudito, de Antonio Valladares de Sotomayor, Madrid, 1790). 

## Biografía
Anselm abrazó la regla de san Benito en Ensdorf, en el Palatinado, y fue durante mucho tiempo profesor en Freysingen, y finalmente abad de Ensdorf.

## Obras

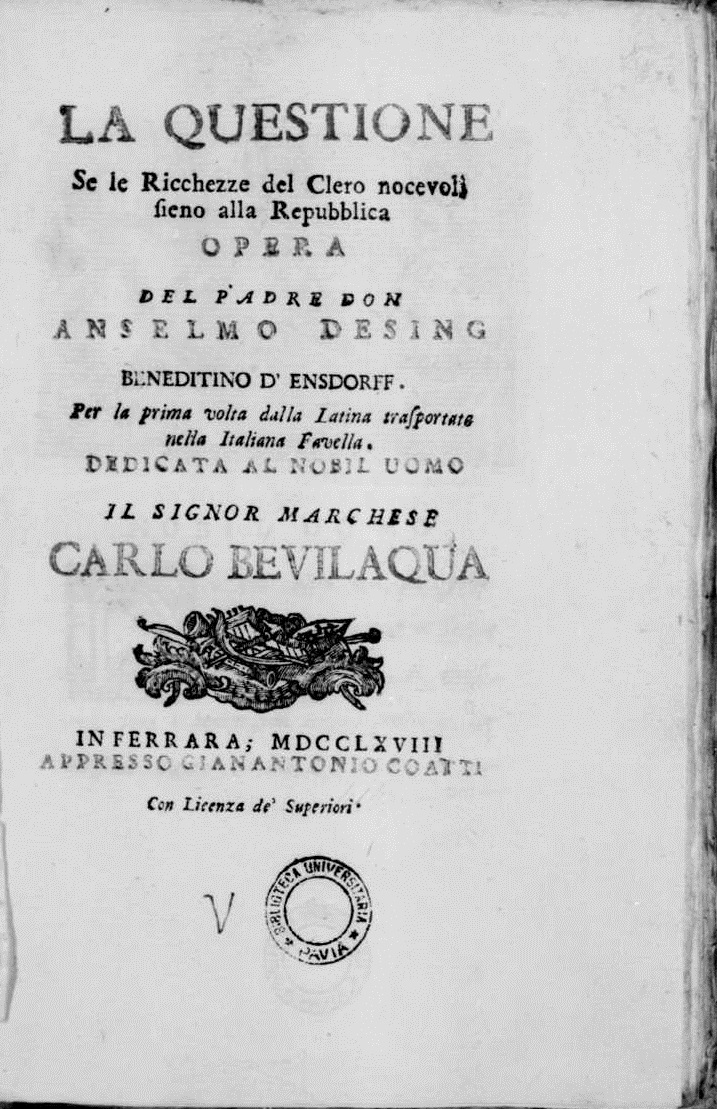
La questione se le ricchezze del clero nocevoli sieno alla repubblica (Opes sacerdotii num reipublicae noxiae?), 1768

- Ausilio necesario para estudiar historia, Ratisbona, 1731-41, 3n 4º.
- Compendio de la historia universal, Freysingen, 1772, en 12º
- Historia antigua de Alemania y de la monarquía de los francos, 1768.
- Institutiones styli historici, Augusburgo, 1772, en 8º
- Methodus contracta historiae, Amberg, 1725, en folio
- Opes sacerdotii num reipublicae noxiae? (en latín). 1753.
  - La questione se le ricchezze del clero nocevoli sieno alla repubblica (en italiano). Ferrara: Giovanni Antonio Coatti. 1768.